# Глибокий друк

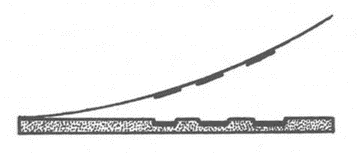
Глибокий друк. Верхня лінія — аркуш паперу (задруковуваний матеріал).
Внизу — друкарська форма.

Глибо́кий друк — один з видів друку з використанням друкарської форми, на якій друкуючі елементи знаходяться глибше по відношенню до пробільних . Від плоского і високого друку відрізняються тим, що товщина шару фарби на одному відбитку може змінюватися від десятків до сотень мікрометрів, тоді як зазвичай цей показник стабільний і становить близько 1 мікрометра. Така особливість технології забезпечує рельєфність елементів зображення, які виступають над поверхнею паперу.
Першим запропонував використовувати спосіб гравіювання як основний технічний елемент захисту від підробки  Орлов Іван Іванович, який тоді працював на московському підприємстві Держзнак.

## Будова форми глибокого друку
Форма глибокого друку являє собою циліндр, на поверхні якого методами хімічного травлення або гравіювання формуються поглиблені друкуючі елементи. На циліндр наносяться два шари — нижній і верхній. Товщина нижнього шару, нарощеного безпосередньо на поверхні сталевого циліндра, дорівнює 0,5 — 1,0 мм. Цей шар не піддається ні травленню, ні гравіруванню.
Верхній шар товщиною від 0,1 до 0,15 мм полірується, і вже на ньому формуються поглиблені друкуючі елементи. Після друку усього тиражу верхній шар можливо від'єднати від основного шару завдяки наявності між ними розділового нікелевого шару. Багато підприємств воліють виготовляти форму шляхом гравіювання або травлення основного шару. Для підвищення тиражестійкості на шар міді також електролітичним способом може наноситься шар хрому товщиною від 3 до 4 мкм.

## Особливості використання та переваги глибокого друку
У високому і плоскому друках для надання тонів застосовують друкарські елементи різних розмірів, проте однакової оптичної густини. На противагу цьому при глибокому друці такі відтінки отримують внаслідок використання однакових розмірів точок, але різної оптичної їх щільності. Тональність при цьому способі утворюється завдяки різній товщині плівки фарби на папері. На друкарській формі гравіюють або протравлюють необмежену кількість дрібних заглиблень. Таку форму спочатку покривають друкарською фарбою по всій поверхні, а потім спеціальним ножем (ракелем) її знімають з поверхні, залишаючи лише в заглиблених друкарських елементах.
Після нанесення на матеріал фарба внаслідок малої в'язкості і порівняно великого об'єму в тінях зображення розтікається по боках. Тому цим друком добре передаються глибокі тіні і прекрасно відтворюються фотографії на папері, багатотональне зображення на текстильних матеріалах.
Сьогодні глибокий друк завдячує своєму існуванню електронним засобам виготовлення друкарських форм, системам автоматизованого керування друкарським процесом.
Впровадження досягнень електроніки в друкування почалося ще на початку її зародження. Так, в Японії у 50-х роках XX століття були розроблені перші фотогравірувальні автомати Skanagraver та кольороподілювачі Колор Скенер для формного виробництва; у США — перші копіювально-множильні, в Японії — машина так званого нульового друку.
Ці розробки дали поштовх для удосконалення глибокого друку, який прекрасно піддається автоматизації. Для виготовлення друкарських форм застосовуються електронно-гравірувальні автомати, друкарські машини, оснащені системами автоматизованого дистанційного керування фарбовим і друкарським апаратами, паперопровідною системою. Ці умови забезпечують стабільність друку та ідентичність відбитків протягом виготовлення всього накладу.
Друкарські машини глибокого друку мають спрощену конструкцію фарбового і друкарського апаратів, тому процес цей економічно вигідніший, ніж в інших способах, особливо при великих накладах.
До переваг необхідно віднести малу в'язкість фарби, нежорсткі вимоги до матеріалу — основи для зображення.
Глибокий друк найчастіше застосовується для друку кольорових журналів, проспектів, каталогів і при виготовленні бавовняних тканих матеріалів.